# Daniel Logan
Daniel Logan (6 juni 1987) is een Nieuw-Zeelands acteur die met name bekendheid geniet door zijn rol als Boba Fett in de film Star Wars: Episode II: Attack of the Clones.

## Biografie
Logan werd op 6 juni 1987 geboren in Auckland, in Nieuw-Zeeland. Hij werd ontdekt toen zijn rugbyteam mee mocht doen aan een televisiereclame, waarin Logan een klein jongetje speelde die door de Nieuw-Zeelandse rugbyer Michael Jones omver gebeukt wordt. Na dit spotje mocht Logan meedoen aan meer reclames, en ook enkele Nieuw-Zeelandse televisieseries.
Logan spreekt ook de stem in van de jonge Boba Fett in het vervolg op Episode II, een animatieserie getiteld: Star Wars: The Clone Wars, die dus gaat over de Kloonoorlogen die in Episode II zijn begonnen en in Episode III eindigen.
Voor de tweede en derde aflevering van de televisieserie The Book of Boba Fett werd Logan's gezicht gebruikt in een flashback. 
- Library of Congress Control Number: no2011080784
- Virtual International Authority File: 171023057